# Лук Иващенко
Лук Иващенко (лат. Allium ivasczenkoae) — вид однодольных растений рода Лук (Allium) семейства Амариллисовые (Amaryllidaceae). Впервые описан ботаником Ю. А. Котуховым в 2003 году. Возможно, является гибридом.

## Распространение, описание
Эндемик Казахстана. Описан из горы Козлушка (Убинский хребет), с участка на высоте 800 м.
Мезогигрофит, произрастающий на сильно увлажнённых и заболоченных лугах. Цветёт в главным образом в июне, плодоносит в июле—августе. Плод — коробочка.

## Замечания по охране
Редкий вид. Натурализован в Алтайском ботаническом саду (Россия).